# Мушьоен
Му̀шьоен (на норвежки: Mosjøen) е град в Централна Норвегия. Разположен е около устието на река Вефсна във фиорда Вефснафьор на Норвежко море във фюлке Норлан на около 650 km северно от столицата Осло. Главен административен център на община Вефсън. Основан е през 17 век. Има малко пристанище, жп гара и летище. Летището е пуснато в експолатация през 1987 г. Норвежката фирма Елкем има завод за преработка на алуминий в Мушьоен. Население 9699 жители според данни от преброяването към 1 януари 2008 г.

## Личности
Родени
- Борд Ове (1936-2017), датски киноартист

## Побратимени градове
- Люкселе, Швеция